# Dario Gradi
Dario Gradi (Milano, 8 luglio 1941) è un allenatore di calcio ed ex calciatore inglese con cittadinanza italiana, legato al Crewe Alexandra, società che ha guidato consecutivamente per ventiquattro anni e complessivamente per ventisei, sedendosi sulla panchina del club in 1353 occasioni.
È inserito nella hall of Fame del calcio inglese nel 2004. Nel 2011 viene premiato ai Football League Awards 2011 per l'eccezionale contributo nella Football League (Outstanding Contribution to League Football).

## Biografia
Nato da padre italiano (che perì quando era ancora bambino) e da madre inglese, si trasferisce a Londra con la madre, dopo la seconda guerra mondiale. Studia per diventare insegnante di educazione fisica in quella che oggi è l'Università di Loughborough e il suo primo ed unico periodo di insegnamento è alla Glyn Grammar School, a Epsom, che lui stesso aveva frequentato da studente.

## Carriera

### La breve parentesi da calciatore
Difensore, gioca inizialmente per il Sutton United, riuscendo a giocare l'incontro di FA Cup 1969-1970 contro il Leeds United (dopo aver eliminato Dagenham FC, Barnet e Hillingdon Borough), sfida persa 6-0. In seguito veste i colori del Tooting & Mitcham nel periodo 1970-1971. Era popolare soprattutto tra gli alunni che prediligevano lo sport della Glyn Grammar School. Gradi trascorse un periodo anche nel Wycombe Wanderers, prima che la società arrivasse a disputare i campionati professionistici. Nel frattempo era diventato un allenatore regionale della FA.

### Allenatore
(Sir Bobby Robson)
Dopo un periodo di insegnamento, Gradi decise di diventare un allenatore di calcio, entrando nello staff del Chelsea nel 1971, come assistente allenatore, a soli 29 anni. Il 30 giugno del 1974 lascia il Chelsea, andando a fare esperienza al Sutton United, al Derby County e al Leyton Orient, dove allena per due anni le giovanili, arrivando al Wimbledon il 5 gennaio del 1978. Alla guida del Wimbledon ottiene la promozione dalla quarta alla terza divisione inglese nella stagione 1978-1979 prima di retrocedere nuovamente in quarta divisione nella stagione successiva. Nella stagione seguente il Wimbledon è in corsa per ottenere la promozione nella terza divisione ma il 24 gennaio del 1981 lascia l'incarico per trasferirsi al Crystal Palace, società di First Division. La squadra, ultima in classifica con quattro punti, non riesce a risollevarsi dall'ultima posizione e nonostante Gradi totalizzi altri quindici, retrocede in Second Division. Il 10 novembre del 1981 Gradi viene sollevato dall'incarico dopo una partenza di Second Division che aveva escluso i londinesi dalla lotta per i play-off. Entra in trattativa con i portoghesi del Benfica, durante il suo periodo di pausa.
Ritorna ad allenare nel giugno del 1983, accettando l'offerta del Crewe Alexandra, società che naviga nelle acque della quarta divisione inglese. Dopo sei anni, nella stagione 1988-1989 la squadra raggiunge la promozione in terza divisione. In seguito Gradi firma, senza esserne a conoscenza, un contratto decennale con il Crewe Alexandra. Nel 1991 la società retrocede in quarta divisione, perdendo i play-off promozione nelle due stagioni seguenti. Nel 1994 Gradi raggiunge il terzo posto in campionato, ottenendo nuovamente la promozione nel terzo livello del calcio inglese. Nelle due annate seguenti il Crewe Alexandra raggiunge i play-off, perdendo sia nel 1995 sia nel 1996: nel 1997 gioca e vince i play-off ottenendo una storica promozione nella seconda divisione inglese, livello mai raggiunto dalla società nella sua storia. Nel 1996 viene collegato al ruolo di direttore tecnico della FA.
Tra gli anni ottanta e novanta Gradi lancia nel calcio internazionale giocatori come David Platt, Rob Jones, Geoff Thomas, Danny Murphy, Seth Johnson, Robbie Savage e Neil Lennon. Il contratto che lega Gradi e il Crewe Alexandra è uno dei più controversi della storia del calcio: personalmente Gradi ottiene una percentuale di guadagno su ogni giocatore venduto. Nel 2002 diviene uno dei due allenatori, assieme a Sir Alex Ferguson, ad allenare una società calcistica consecutivamente da prima del 1990.
Dopo diversi anni in seconda divisione, nel 2002 retrocede nella Third Division. Nel 2003 Gradi ottiene la promozione diretta in Second Division, dopo aver ottenuto il secondo posto in campionato, alle spalle del Wigan. Nel 2006 il Crewe Alexandra retrocede nuovamente in terza divisione e il 20 aprile del 2007 Gradi annuncia che dal 1º luglio successivo non sarà più l'allenatore della squadra, lasciando l'incarico a Steve Holland, e divenendo direttore tecnico. Il 18 novembre 2008 Gradi riassume la guida del Crewe per poche settimane: il 24 dicembre seguente Gudjon Thordarson viene annunciato come sostituto di Gradi e nonostante ciò, l'allenatore italo-inglese scende sulla panchina del Crewe Alexandra anche per gli incontri del 26 e del 28 dicembre. Con l'esonero di Thordarson, Gradi ritorna a guidare il Crewe Alexandra il 2 ottobre 2009, dimettendosi nuovamente il 10 novembre del 2011 per dedicarsi allo sviluppo dei giovani, sempre nel Crewe Alexandra. In questi anni Gradi lancia diversi calciatori internazionali: Dean Ashton, David Vaughan, Michael O'Connor e Nick Powell.
Il Crewe Alexandra vince per dodici volte il premio PFA Bobby Moore Fair Play in quindici anni durante l'era di Gradi.

## Statistiche
In grassetto le competizioni vinte. Dati parziali.
| Stagione               | Squadra                | Campionato             | Campionato | Campionato | Campionato | Campionato | Coppe nazionali | Coppe nazionali | Coppe nazionali | Coppe nazionali | Coppe nazionali | Coppe continentali | Coppe continentali | Coppe continentali | Coppe continentali | Coppe continentali | Altre coppe | Altre coppe | Altre coppe | Altre coppe | Altre coppe | Totale | Totale | Totale | Totale | % Vittorie | Piazzamento      |
| Stagione               | Squadra                | Comp                   | G          | V          | N          | P          | Comp            | G               | V               | N               | P               | Comp               | G                  | V                  | N                  | P                  | Comp        | G           | V           | N           | P           | G      | V      | N      | P      | %          | Piazzamento      |
| ---------------------- | ---------------------- | ---------------------- | ---------- | ---------- | ---------- | ---------- | --------------- | --------------- | --------------- | --------------- | --------------- | ------------------ | ------------------ | ------------------ | ------------------ | ------------------ | ----------- | ----------- | ----------- | ----------- | ----------- | ------ | ------ | ------ | ------ | ---------- | ---------------- |
| gen.-giu. 1977         | Wimbledon FC           | SFL                    | ?          | ?          | ?          | ?          | FACup           | 2               | 0               | 1               | 1               | -                  | -                  | -                  | -                  | -                  | -           | -           | -           | -           | -           | 2      | 0      | 1      | 1      | &0,00      | Sub. 1º (prom.)  |
| 1977-1978              | Wimbledon FC           | FoD                    | 46         | 14         | 14         | 16         | FACup+CdL       | 1+3             | 0+1             | 0+1             | 1+1             | -                  | -                  | -                  | -                  | -                  | -           | -           | -           | -           | -           | 50     | 15     | 15     | 18     | 30,00      | 13º              |
| 1978-1979              | Wimbledon FC           | FoD                    | 46         | 26         | 15         | 10         | FACup+CdL       | 5+3             | 2+1             | 2+0             | 1+2             | -                  | -                  | -                  | -                  | -                  | -           | -           | -           | -           | -           | 54     | 29     | 17     | 13     | 53,70      | 3º (prom.)       |
| 1979-1980              | Wimbledon FC           | TD                     | 46         | 10         | 14         | 22         | FACup+CdL       | 5+7             | 1+2             | 3+4             | 1+1             | -                  | -                  | -                  | -                  | -                  | -           | -           | -           | -           | -           | 58     | 13     | 21     | 24     | 22,41      | 24º (retr.)      |
| 1980-gen. 1981         | Wimbledon FC           | FoD                    | ?          | ?          | ?          | ?          | FACup+CdL       | 2+4             | 2+2             | 0+0             | 0+2             | -                  | -                  | -                  | -                  | -                  | -           | -           | -           | -           | -           | 6      | 4      | 0      | 2      | 66,67      | Eson.            |
| Totale Wimbledon FC    | Totale Wimbledon FC    | Totale Wimbledon FC    | 171        | 63         | 47         | 61         |                 | 32              | 11              | 11              | 10              |                    | -                  | -                  | -                  | -                  |             | -           | -           | -           | -           | 203    | 74     | 58     | 71     | 36,45      |                  |
| feb.-giu. 1981         | Crystal Palace         | FD                     | 14         | 1          | 2          | 11         | FACup+CdL       | -               | -               | -               | -               | -                  | -                  | -                  | -                  | -                  | -           | -           | -           | -           | -           | 14     | 1      | 2      | 11     | &7,14      | Sub. 22º (retr.) |
| lug.-nov. 1981         | Crystal Palace         | SD                     | 13         | 5          | 1          | 7          | FACup+CdL       | 0+4             | 2               | 0               | 2               | -                  | -                  | -                  | -                  | -                  | -           | -           | -           | -           | -           | 17     | 7      | 1      | 9      | 41,18      | Eson.            |
| Totale Crystal Palace  | Totale Crystal Palace  | Totale Crystal Palace  | 27         | 6          | 3          | 18         |                 | 4               | 2               | 0               | 2               |                    | -                  | -                  | -                  | -                  |             | -           | -           | -           | -           | 31     | 8      | 3      | 20     | 25,81      |                  |
| 1983-1984              | Crewe Alexandra        | FoD                    | 46         | 16         | 11         | 19         | FLC+FACup       | 4+1             | 3+0             | 0+0             | 1+1             | -                  | -                  | -                  | -                  | -                  | FLT         | 3           | 0           | 3           | 0           | 54     | 19     | 14     | 21     | 35,19      | 16º              |
| 1984-1985              | Crewe Alexandra        | FoD                    | 46         | 18         | 12         | 16         | FLC+FACup       | 2+1             | 1+0             | 0+0             | 1+1             | -                  | -                  | -                  | -                  | -                  | FLT         | 2           | 0           | 1           | 1           | 51     | 19     | 13     | 19     | 37,25      | 10º              |
| 1985-1986              | Crewe Alexandra        | FoD                    | 46         | 18         | 9          | 19         | FLC+FACup       | 4+1             | 1+0             | 1+0             | 2+1             | -                  | -                  | -                  | -                  | -                  | FLT         | 2           | 1           | 0           | 1           | 53     | 20     | 10     | 23     | 37,74      | 12º              |
| 1986-1987              | Crewe Alexandra        | FoD                    | 46         | 13         | 14         | 19         | FLC+FACup       | 2+1             | 0+0             | 1+0             | 1+1             | -                  | -                  | -                  | -                  | -                  | FLT         | 2           | 0           | 0           | 2           | 51     | 13     | 15     | 23     | 25,49      | 17º              |
| 1987-1988              | Crewe Alexandra        | FoD                    | 46         | 13         | 19         | 14         | FLC+FACup       | 2+1             | 0+0             | 1+0             | 1+1             | -                  | -                  | -                  | -                  | -                  | FLT         | 3           | 0           | 2           | 1           | 52     | 13     | 22     | 17     | 25,00      | 17º              |
| 1988-1989              | Crewe Alexandra        | FoD                    | 46         | 21         | 15         | 10         | FLC+FACup       | 2+4             | 0+2             | 1+1             | 1+1             | -                  | -                  | -                  | -                  | -                  | FLT         | 4           | 0           | 2           | 2           | 53     | 19     | 14     | 20     | 35,85      | 3º (prom.)       |
| 1989-1990              | Crewe Alexandra        | TD                     | 46         | 15         | 17         | 14         | FLC+FACup       | 4+5             | 2+2             | 1+2             | 1+1             | -                  | -                  | -                  | -                  | -                  | FLT         | 2           | 1           | 0           | 1           | 53     | 20     | 10     | 23     | 37,74      | 12º              |
| 1990-1991              | Crewe Alexandra        | FoD                    | 46         | 11         | 11         | 24         | FLC+FACup       | 4+5             | 1+4             | 0+0             | 3+1             | -                  | -                  | -                  | -                  | -                  | FLT         | 2           | 0           | 1           | 1           | 57     | 15     | 12     | 29     | 26,32      | 22º (retr.)      |
| 1991-1992              | Crewe Alexandra        | FoD                    | 42+2       | 20+0       | 10+1       | 12+1       | FLC+FACup       | 4+4             | 2+2             | 0+1             | 2+1             | -                  | -                  | -                  | -                  | -                  | FLT         | 5           | 3           | 1           | 1           | 57     | 27     | 13     | 17     | 47,37      | 6º               |
| 1992-1993              | Crewe Alexandra        | TD                     | 42+3       | 21+2       | 7+1        | 14+0       | FLC+FACup       | 5+4             | 3+3             | 1+0             | 1+1             | -                  | -                  | -                  | -                  | -                  | FLT         | 2           | 0           | 1           | 1           | 56     | 29     | 10     | 17     | 51,79      | 6º               |
| 1993-1994              | Crewe Alexandra        | TD                     | 42         | 21         | 10         | 11         | FLC+FACup       | 2+3             | 0+2             | 1+0             | 1+1             | -                  | -                  | -                  | -                  | -                  | FLT         | 4           | 1           | 3           | 0           | 51     | 24     | 14     | 13     | 47,06      | 3º (prom.)       |
| 1994-1995              | Crewe Alexandra        | SD                     | 46+2       | 25+0       | 8+2        | 13+0       | FLC+FACup       | 2+1             | 1+1             | 0+0             | 1+1             | -                  | -                  | -                  | -                  | -                  | FLT         | 5           | 2           | 2           | 1           | 56     | 29     | 12     | 16     | 51,79      | 3º               |
| 1995-1996              | Crewe Alexandra        | SD                     | 46+2       | 22+0       | 7+1        | 17+1       | FLC+FACup       | 4+4             | 2+2             | 0+1             | 2+1             | -                  | -                  | -                  | -                  | -                  | FLT         | 3           | 1           | 1           | 1           | 59     | 27     | 10     | 22     | 45,76      | 5º               |
| 1996-1997              | Crewe Alexandra        | SD                     | 46+3       | 22+2       | 7+1        | 17+0       | FLC+FACup       | 2+4             | 0+2             | 0+1             | 2+1             | -                  | -                  | -                  | -                  | -                  | FLT         | 3           | 2           | 1           | 0           | 58     | 28     | 10     | 20     | 48,28      | 6º (prom.)       |
| 1997-1998              | Crewe Alexandra        | FD                     | 46         | 18         | 5          | 23         | FLC+FACup       | 2+1             | 0+0             | 1+0             | 1+1             | -                  | -                  | -                  | -                  | -                  | -           | -           | -           | -           | -           | 49     | 18     | 6      | 25     | 36,73      | 11º              |
| 1998-1999              | Crewe Alexandra        | FD                     | 46         | 12         | 12         | 22         | FLC+FACup       | 5+1             | 2+0             | 1+0             | 2+1             | -                  | -                  | -                  | -                  | -                  | -           | -           | -           | -           | -           | 52     | 14     | 13     | 25     | 26,92      | 18º              |
| 1999-2000              | Crewe Alexandra        | FD                     | 46         | 14         | 9          | 23         | FLC+FACup       | 5+1             | 2+0             | 2+0             | 1+1             | -                  | -                  | -                  | -                  | -                  | -           | -           | -           | -           | -           | 52     | 16     | 11     | 25     | 30,77      | 19º              |
| 2000-2001              | Crewe Alexandra        | FD                     | 46         | 15         | 10         | 21         | FLC+FACup       | 4+3             | 1+1             | 1+1             | 2+1             | -                  | -                  | -                  | -                  | -                  | -           | -           | -           | -           | -           | 53     | 17     | 12     | 24     | 32,08      | 12º              |
| 2001-2002              | Crewe Alexandra        | FD                     | 46         | 12         | 13         | 21         | FLC+FACup       | 3+4             | 0+2             | 2+1             | 1+1             | -                  | -                  | -                  | -                  | -                  | -           | -           | -           | -           | -           | 55     | 15     | 11     | 28     | 27,27      | 22º (retr.)      |
| 2002-2003              | Crewe Alexandra        | SD                     | 46         | 25         | 11         | 10         | FACup           | 4               | 2               | 2               | 0               | -                  | -                  | -                  | -                  | -                  | FLT         | 4           | 3           | 0           | 1           | 54     | 30     | 13     | 11     | 55,56      | 2º (prom.)       |
| 2003-2004              | Crewe Alexandra        | FD                     | 46         | 14         | 11         | 21         | FLC+FACup       | 2+1             | 1+0             | 0+0             | 1+1             | -                  | -                  | -                  | -                  | -                  | -           | -           | -           | -           | -           | 49     | 15     | 12     | 23     | 30,61      | 18º              |
| 2004-2005              | Crewe Alexandra        | FLC                    | 46         | 12         | 14         | 20         | FLC+FACup       | 3+1             | 1+0             | 1+0             | 1+1             | -                  | -                  | -                  | -                  | -                  | -           | -           | -           | -           | -           | 50     | 13     | 15     | 22     | 26,00      | 21º              |
| 2005-2006              | Crewe Alexandra        | FLC                    | 46         | 9          | 15         | 22         | FACup+CdL       | 1+1             | 0+0             | 0+0             | 1+1             | -                  | -                  | -                  | -                  | -                  | -           | -           | -           | -           | -           | 48     | 9      | 15     | 24     | 18,75      | 22º (retr.)      |
| 2006-2007              | Crewe Alexandra        | FL1                    | 46         | 17         | 9          | 20         | FACup+CdL       | 1+3             | 0+2             | 0+1             | 1+0             | -                  | -                  | -                  | -                  | -                  | FLT         | 5           | 2           | 2           | 1           | 55     | 21     | 12     | 22     | 38,18      | 13º              |
| nov.-dic. 2008         | Crewe Alexandra        | FL1                    | 8          | 3          | 1          | 4          | FACup+CdL       | 1+0             | 1               | 0               | 0               | -                  | -                  | -                  | -                  | -                  | -           | -           | -           | -           | -           | 9      | 4      | 1      | 4      | 44,44      | Interim          |
| ott. 2009-2010         | Crewe Alexandra        | FL2                    | 37         | 11         | 10         | 16         | FACup+CdL       | 1+0             | 0               | 0               | 1               | -                  | -                  | -                  | -                  | -                  | -           | -           | -           | -           | -           | 38     | 11     | 10     | 17     | 28,95      | 18º              |
| 2010-2011              | Crewe Alexandra        | FL2                    | 46         | 18         | 11         | 17         | FACup+CdL       | 1+2             | 0+1             | 0+1             | 1+0             | -                  | -                  | -                  | -                  | -                  | FLT         | 2           | 1           | 0           | 1           | 51     | 20     | 12     | 19     | 39,22      | 10º              |
| lug.-nov. 2011         | Crewe Alexandra        | FL2                    | 17         | 6          | 1          | 10         | FACup+CdL       | 0+1             | 0               | 0               | 1               | -                  | -                  | -                  | -                  | -                  | FLT         | 3           | 1           | 1           | 1           | 21     | 7      | 2      | 12     | 33,33      | Dimis.           |
| Totale Crewe Alexandra | Totale Crewe Alexandra | Totale Crewe Alexandra | 1213       | 446        | 295        | 472        |                 | 134             | 52              | 27              | 55              |                    | -                  | -                  | -                  | -                  |             | 56          | 18          | 21          | 17          | 1 403  | 516    | 343    | 544    | 36,78      |                  |
| Totale carriera        | Totale carriera        | Totale carriera        | 1411       | 515        | 345        | 551        |                 | 170             | 65              | 38              | 67              |                    | -                  | -                  | -                  | -                  |             | 56          | 18          | 21          | 17          | 1 637  | 598    | 404    | 635    | 36,53      |                  |

## Palmarès
- Southern Football League: 1

Wimbledon: 1976-1977